# Neothais
Neothais is een geslacht van weekdieren uit de klasse van de Gastropoda (slakken).

## Soorten
- Neothais harpa (Conrad, 1837)
- Neothais lassa Marwick, 1948 †
- Neothais marginatra (Blainville, 1832)
- Neothais nesiotes (Dall, 1908)
- Neothais smithi (Brazier, 1889)